# جوسلین پن
جوسلین پن (انگلیسی: Jocelyn Penn؛ زادهٔ ۱۰ سپتامبر ۱۹۷۹) بازیکن بسکتبال اهل ایالات متحده آمریکا است.